# Luboš Kohoutek
| Odkryte planetoidy: 76 | Odkryte planetoidy: 76 |
| ---------------------- | ---------------------- |
| (1834) Palach          | 22 sierpnia 1969       |
| (1840) Hus             | 26 października 1971   |
| (1841) Masaryk         | 26 października 1971   |
| (1842) Hynek           | 14 stycznia 1972       |
| (1843) Jarmila         | 14 stycznia 1972       |
| (1861) Komenský        | 24 listopada 1970      |
| (1865) Cerberus        | 26 października 1971   |
| (1875) Neruda          | 22 sierpnia 1969       |
| (1894) Haffner         | 26 października 1971   |
| (1895) Larink          | 26 października 1971   |
| (1896) Beer            | 26 października 1971   |
| (1897) Hind            | 26 października 1971   |
| (1898) Cowell          | 26 października 1971   |
| (1899) Crommelin       | 26 października 1971   |
| (1901) Moravia         | 14 stycznia 1972       |
| (1931) Čapek           | 22 sierpnia 1969       |
| (1932) Jansky          | 26 października 1971   |
| (1933) Tinchen         | 14 stycznia 1972       |
| (1942) Jablunka        | 30 września 1972       |
| (1963) Bezovec         | 9 lutego 1975          |
| (1995) Hajek           | 26 października 1971   |
| (1999) Hirayama        | 27 lutego 1973         |
| (2047) Smetana         | 26 października 1971   |
| (2055) Dvořák          | 19 lutego 1974         |
| (2073) Janáček         | 19 lutego 1974         |
| (2281) Biela           | 26 października 1971   |
| (2375) Radek           | 8 stycznia 1975        |
| (2407) Haug            | 27 lutego 1973         |
| (2418) Voskovec-Werich | 26 października 1971   |
| (2472) Bradman         | 27 lutego 1973         |
| (2541) Edebono         | 27 lutego 1973         |
| (2667) Oikawa          | 30 października 1967   |
| (2767) Takenouchi      | 30 października 1967   |
| (2838) Takase          | 26 października 1971   |
| (2900) Luboš Perek     | 14 stycznia 1972       |
| (2901) Bagehot         | 27 lutego 1973         |
| (3081) Martinůboh      | 26 października 1971   |
| (3109) Machin          | 19 lutego 1974         |
| (3303) Merta           | 30 października 1967   |
| (3336) Grygar          | 26 października 1971   |
| (3337) Miloš           | 26 października 1971   |
| (3407) Jimmysimms      | 28 lutego 1973         |
| (3475) Fichte          | 4 października 1972    |
| (3514) Hooke           | 26 października 1971   |
| (3627) Sayers          | 28 lutego 1973         |
| (3635) Kreutz          | 21 listopada 1981      |
| (3769) Arthurmiller    | 30 października 1967   |
| (3825) Nürnberg        | 30 października 1967   |
| (4137) Crabtree        | 24 listopada 1970      |
| (4425) Bilk            | 30 października 1967   |
| (5268) Černohorský     | 26 października 1971   |
| (6215) Mehdia          | 7 marca 1973           |
| (6431) 1967 UT         | 30 października 1967   |
| (6680) 1970 WD         | 24 listopada 1970      |
| (7044) 1971 UK         | 26 października 1971   |
| (7806) Umasslowell     | 26 października 1971   |
| (8606) 1971 UG         | 26 października 1971   |
| (8607) 1971 UT         | 26 października 1971   |
| (8779) 1971 UH1        | 26 października 1971   |
| (9513) 1971 UN         | 26 października 1971   |
| (10003) Caryhuang      | 26 października 1971   |
| (10260) 1972 TC        | 4 października 1972    |
| (10987) 1967 US        | 30 października 1967   |
| (11250) 1972 AU        | 14 stycznia 1972       |
| (11436) 1969 QR        | 22 sierpnia 1969       |
| (11783) 1971 UN1       | 26 października 1971   |
| (11784) 1971 UT1       | 26 października 1971   |
| (14311) 1971 UK1       | 26 października 1971   |
| (16351) 1971 US        | 26 października 1971   |
| (20960) 1971 UR        | 26 października 1971   |
| (24600) 1971 UQ        | 26 października 1971   |
| (24601) Valjean        | 26 października 1971   |
| (29076) 1972 TR8       | 4 października 1972    |
| (37527) 1971 UJ1       | 26 października 1971   |
| (58094) 1972 AP        | 14 stycznia 1972       |
| (85118) 1971 UU        | 26 października 1971   |
| 1.                     |                        |

Luboš Kohoutek (ur. 29 stycznia 1935 w Zábřeh, zm. 30 grudnia 2023 w Hamburgu) – czeski astronom. 

## Życiorys
Do 1958 studiował fizykę i astronomię na czeskich uniwersytetach w Brnie i Pradze. Pracował w Instytucie Astronomicznym Czechosłowackiej Akademii Nauk. Opublikował ponad 200 prac naukowych, w tym Catalogue of Galactic Planetary Nebulae (1967). Od 1970 pracował w obserwatorium Hamburg-Bergedorf w Niemczech, gdzie zdecydował się osiąść na stałe po interwencji państw Układu Warszawskiego w Czechosłowacji w 1968. W latach późniejszych pracował również w obserwatoriach w Hiszpanii i Chile. W roku 2001 przeszedł na emeryturę. Jego naukowe zainteresowania obejmowały: mgławice planetarne, gwiazdy zmienne, planetoidy i komety, a także meteory i roje meteorów.
Odkrył 76 planetoid (75 samodzielnie oraz jedną wspólnie z A. Kriete), a także kilka komet, w tym kometę nazwaną jego nazwiskiem. Na jego cześć nazwano także planetoidę (1850) Kohoutek.
Zespół muzyczny R.E.M. jedną ze swoich piosenek zatytułował jego nazwiskiem.